# Carol Karp
Carol Karp, nacida como Carol Ruth Vander Velde (Míchigan, 10 de agosto de 1926 - Maryland, 20 de agosto de 1972), fue una matemática estadounidense de ascendencia holandesa, más conocida por su trabajo sobre lógica infinita. También tocó la viola en una orquesta de mujeres. 

## Trayectoria
Hija de una ama de casa y de un gerente de una tienda de suministros agrícolas, Carol y sus hermanos se graduaron en un instituto en Ohio. Después se graduó en la Universidad de Mánchester, en Indiana, y regresó a Míchigan para estudiar en la Universidad Estatal de Míchigan (entonces llamada Michigan State College), donde obtuvo un master en 1950. 
En 1951, se casó con Arthur Karp y adoptó su apellido. Continuó sus estudios de posgrado en matemáticas mientras viajaba a California y Japón con su marido, que trabajaba para la Armada de los Estados Unidos. En 1959, se doctoró en la Universidad del Sur de California bajo la supervisión del matemático Leon Henkin. Su tesis, sobre la teoría del lenguaje formal y la lógica infinita, se tituló Languages with Expressions of Infinite Length. Posteriormente la publicó como libro con el mismo título (North–Holland Publishing, 1964). 
Antes de terminar su doctorado, Karp había aceptado un puesto de profesora en 1958 en la Universidad de Maryland, en College Park, donde fue ascendida a profesora titular después de siete años, y donde se convirtió en "líder en el desarrollo de la teoría de la lógica infinita".  En 1969, le diagnosticaron cáncer de mama, pero permaneció activa hasta su muerte tres años después. 

## Legado
El Premio Karp de la Asociación de Lógica Simbólica lleva el nombre en su honor. El premio en metálico se estableció en 1973 y se concede cada cinco años por un "cuerpo de investigación conectado, la mayor parte del cual se ha completado en el tiempo transcurrido desde que se otorgó el premio anterior". 